# Manggahang
Manggahang is een bestuurslaag in het regentschap Bandung van de provincie West-Java, Indonesië. Manggahang telt 32.580 inwoners (volkstelling 2010).